# Frederick Goodall

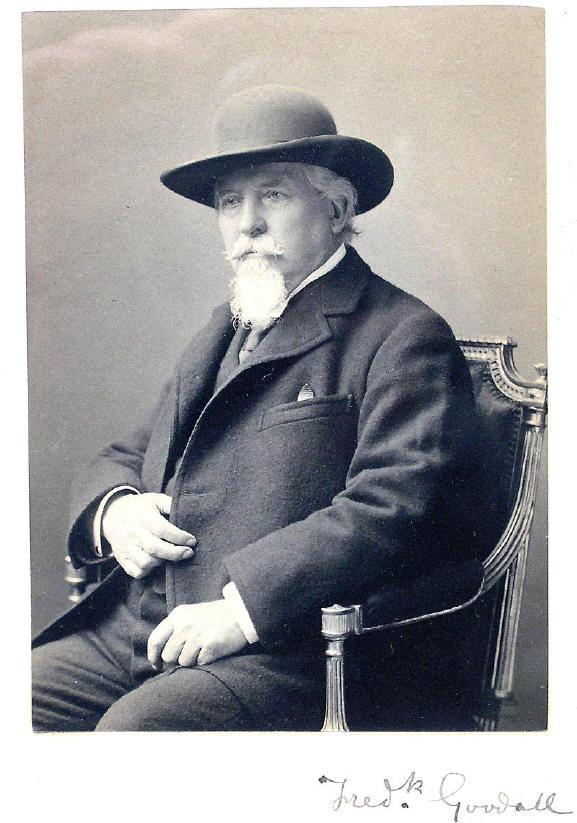
Frederick Goodall, Fotografie um 1880

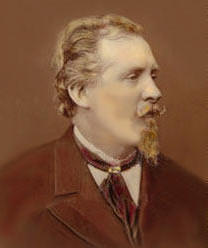
Frederick Goodall, Ölgemälde um 1860

Frederick Goodall ([ɡʊdɒːɫ], spr. guddahl; * 17. März 1822 in London; † 29. Juli 1904 ebenda) war ein englischer Maler.

## Leben
Goodall begann seine Studien unter Leitung seines Vaters Edward Goodall (1795–1870), eines bekannten Kupferstechers, und erhielt 1836 von der Society of Arts eine Medaille und bald darauf von derselben einen Preis für sein erstes Ölgemälde: Die Leiche eines Bergmanns, bei Fackellicht gefunden.
Die königliche Akademie nahm in der Ausstellung von 1839 sein Gemälde Französische Soldaten, in einer Schenke trinkend auf.
Seine Reisen in Frankreich, Wales, Belgien und Irland lieferten ihm den Stoff zu vielen beliebten Bildern, wie:
- Das Zigeunerlager
- Der Traum des Soldaten
- Hunt the slipper
- Das Postbüreau, Paris 1848,
- Das Dorffest  (1847, in der Nationalgalerie)
- Der Ball zu gunsten der Witwe
- Ein glücklicher Tag Karls. I. (1855).

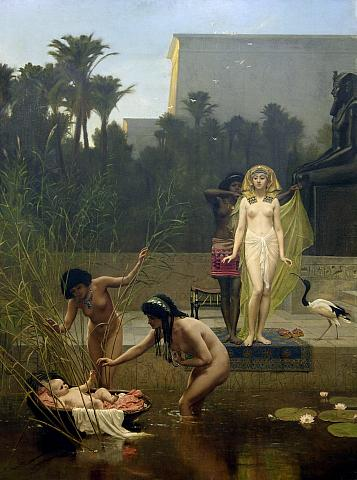
The Finding of Moses von Frederick Goodall

Eine 1860 nach Italien und dem Orient unternommene Reise erweiterte den Anschauungskreis des Künstlers. Es entstanden nun die Bilder:
- Vorlesung aus „Tasso“ in Chioggia
- Frühmorgen in der Wüste
- Rückkehr eines Pilgers von Mekka
- Nilüberschwemmung
- Mater dolorosa
- The Finding of Moses
- Rebekka am Brunnen.

„Von seinen neuesten Bildern“ (Meyers) sind die hervorragendsten:
- Schafwäsche bei den Pyramiden von Gizeh,
- Wasserträger in Ägypten (1877)
- Die Töchter Labans
- Der Palmsonntag (1878)
- Inneres einer Moschee in Kairo (1880).